# هجوم على مخيم المواصي للاجئين يونيو 2024
في 21 يونيو/حزيران 2024، هاجمت القوات الإسرائيلية مخيّمات اللّاجئين في المواصي بقطاع غزة خارج المنطقة المخصصة كمنطقة إنسانية آمنة. وقالت وزارة الصحة في غزة إن 25 شخصا استشهدوا وأصيب 50 آخرون في جولتي القصف. وكان هذا التفجير هو القصف الإسرائيلي الثاني لمخيّم المواصي للاجئين خلال أقل من شهر، حيث أدى الهجوم الذي وقع في 28 مايو/أيار إلى مقتل أكثر من 21 شخصًا وإصابة 64 آخرين.

## مقدمة
خلال الحرب الفلسطينية الإسرائيلية 2023، أُمر العديد من المدنيين في غزة بالإخلاء إلى مناطق إنسانية آمنة، مما أدى إلى إخلاء العديد من مناطق القطاع. فرّ العديد من اللاجئين إلى رفح، حيث لجأ أكثر من 1.4 مليون مدني إلى المدينة ومخيمات الخيام النائية. وغزت إسرائيل رفح في 6 مايو/أيار على الرغم من أوامر محكمة العدل الدولية بوقف الهجوم، وفر 950 ألف مدني آخرين إلى غرب رفح، بما في ذلك مخيّم المواصي للاجئين. وتعتبر المواصي إحدى المناطق الإنسانية الآمنة التي صدرت أوامر بإخلاء المدنيين إليها. في 28 مايو، قصفت القوات الإسرائيلية مخيّم المواصي للاجئين، ممّا أسفر عن مقتل 21 شخصًا وإصابة 64 آخرين. وأثار هجوم 28 مايو/أيار إدانة دولية، ووصفه الرئيس الإسرائيلي بنيامين نتنياهو بأنه "خطأ مأساوي". قُتل عشرات الأشخاص في 13 يونيو/حزيران في المواصي في غارات متجددة، لكن الجيش الإسرائيلي نفى ذلك.

## هجوم
بدأ الهجوم الأول على المواصي بعد منتصف ليل 21 يونيو بقليل. وذكرت إحدى الناجيات من الهجوم أن الطائرات الإسرائيلية أيقظت عائلتها، واندلعت النّيران حول مخيمها. وذكر شهود عيان أن الدّبابات أطلقت قذائف مدفعية على خيام مؤقّتة ومراكز إيواء. وذكر شاهد آخر أن الضربات أطلقت من دبابتين إسرائيليتين تسلقتا قمة تل يطل على المخيم. وسقط القصف في منطقة بالمخيم بالقرب من مقر اللّجنة الدّولية للصليب الأحمر الفلسطيني، ممّا أدّى إلى حدوث أضرار في هيكل المبنى. وكان مئات المدنيين وموظّفي اللجنة الدولية متواجدين بالقرب من المكتب وقت التفجيرات. وأفاد شهود عيان أن القوّات الإسرائيلية أطلقت دفعة ثانية من القذائف على المخيّم بينما كان المدنيون يغادرون خيامهم. وذكر أحد العاملين في الدّفاع المدني الفلسطيني أن موقعين في مخيّم المواصي تعرّضا للقصف الإسرائيلي، وكان الموقع الثاني أقرب إلى مدخل اللجنة الدولية للصّليب الأحمر. وقد تمّ تقييم هذه المواقع من قبل وكالة أسوشيتد برس على أنّها خارج المنطقة الآمنة في المواصي.

## ما بعد الحادث وعدد القتلى
وأفادت اللّجنة الدولية للصليب الأحمر أن المستشفى في المواصي شهد "تدفّقًا جماعيًا للمصابين" بسبب القصف، وأنه استقبل 22 جثة و45 جريحًا، إلى جانب تقارير عن وقوع إصابات إضافية. ولم تذكر اللجنة الدولية في بيانها الجهة المسؤولة. وأفاد الدّفاع المدنيّ الفلسطيني عن سقوط 18 قتيلا و35 جريحا. أعلنت وزارة الصحة في غزة عن مقتل 25 شخصًا على الأقلّ وإصابة 50 آخرين، واتّهمت الجيش الإسرائيلي بالوقوف وراء التفجيرات.
وذكر مسؤولون إسرائيليون أن الهجوم كان "قيد المراجعة"، وقالوا إنه "لا يوجد ما يشير إلى أن الهجوم نفذه الجيش الإسرائيلي ".

## ردود أفعال
وصرّح جوزيب بوريل، كبير الدّبلوماسيين في الاتّحاد الأوروبي، أن "الاتحاد الأوروبي يدين القصف الذي ألحق أضرارًا بمكتب اللّجنة الدّولية للصّليب الأحمر في غزة وأدى إلى سقوط عشرات الضحايا. هناك حاجة إلى إجراء تحقيق مستقلّ ويجب محاسبة المسؤولين عنه".

## أنظر أيضا
- مجزرة رفح (26 مايو 2024)
- مجزرة مخيم المغازي 2023
- مجزرة مخيم الشاطئ (9 أكتوبر 2023)
- مجزرة مخيم النصيرات (8 يونيو 2024)
- هجوم على مخيم المواصي للاجئين مايو 2024